# Herrnöd (Dorfen)
Herrnöd ist ein Gemeindeteil der Stadt Dorfen im oberbayerischen Landkreis Erding.

## Lage
Der Weiler Herrnöd liegt einen Kilometer östlich der Bundesstraße B15 sowie 4,7 Kilometer nördlich von Dorfen und 3,5 Kilometer südöstlich von Taufkirchen.

## Bevölkerungsentwicklung
Um 1871 gab es in Herrnöd 12 Einwohner. Im Mai 1987 lebten dort 17 Einwohner in sieben Wohngebäuden, die in neun Wohnungen aufgeteilt waren.
| Jahr      | 1871 | 1925 | 1950 | 1970 | 1987 |
| --------- | ---- | ---- | ---- | ---- | ---- |
| Einwohner | 12   | 25   | 30   | 20   | 17   |